# B.o.B
Bobby Ray Simmons (Winston-Salem, Carolina del Norte, 15 de noviembre de 1988), más conocido como B.o.B, es un rapero, cantante, compositor y productor discográfico estadounidense, conocido mundialmente por su sencillo Airplanes con Hayley Williams, por su colaboración en la canción Price Tag de Jessie J
Empezó a ser conocido tras la edición de su sencillo «Haterz Everywhere», pero su acción más notoria ha sido el anuncio, en septiembre de 2017 de una campaña de micromecenazgo con la que pretende recaudar un millón de dólares para poder lanzar uno o varios satélites que le confirmen su creencia de que la Tierra es plana, creencia que fue refutada por Nicolás Copérnico en su obra  De revolutionibus orbium coelestium, publicada en 1543.

## Carrera musical
Desde corta edad B.o.B demostró habilidad musical. Empezó tocando la trompeta en la preparatoria. En 2008 Firmó para la Discográfica de T.I. Grand Hustle Records y el productor Jim Jonsin lo contrató para trabajar en Rebel Rock Records.
Apareció en los MTV Video Music Awards 2010 el 12 de septiembre de 2010. Interpretó partes de sus sencillos, Nothin' on You con Bruno Mars y Airplanes con Hayley Williams. Y en 2011 interpretó Price Tag junto a Jessie J.
En marzo de 2013,  B.o.B y T.I. lanzaron el sencillo principal de la compilación Hustle Gang titulado Memories Back Then que cuenta con las colaboraciones del rapero Kendrick Lamar y de su compañera de Grand Hustle la cantante Kris Stephens. La canción utiliza un ejemplar de la canción "Somebody That I Used to Know" de Gotye.

## Discografía

### Álbumes de estudio
| Año  | Álbum | Posición | Posición | Posición | Posición | Certificaciones/Ventas |
| Año  | Álbum | US       | US R&B   | US Rap   | Canadá   | Certificaciones/Ventas |
| ---- | --- | -------- | -------- | -------- | -------- | ---------------------- |
| 2010 | B.o.B Presents: The Adventures of Bobby Ray - Lanzado: 27 de abril de 2010 - Sello discográfico: Grand Hustle, Atlantic Records, Rebel Rock | 1        | 1        | 1        | 7        | * US: Oro 600,000      |
| 2012 | Strange Clouds - Lanzado: 1 de mayo de 2012 - Sello discográfico: Grand Hustle, Atlantic Records, Rebel Rock                                | 5        | 1        | 1        | 7        | * US: 350,000          |
| 2013 | Underground Luxury - Lanzamiento: 17 de diciembre de 2013 - Sello discográfico: Grand Hustle, Atlantic Records, Rebel Rock                  | —        | —        | —        | —        | RIAA: N/A              |

### Álbumes en colaboración
| Año  | Álbum | Posición | Posición | Posición | Posición | Certificaciones/Ventas |
| Año  | Álbum | US       | US R&B   | US Rap   | Canadá   | Certificaciones/Ventas |
| ---- | --- | -------- | -------- | -------- | -------- | ---------------------- |
| 2013 | Hustle Gang con Grand Hustle - Lanzamiento: Pendiente 2013 - Sello discográfico: Atlantic Records/Grand Hustle Records          | —        | —        | —        | —        | * RIAA: N/A            |
| 2013 | The Man & The Martian con T.I. - Lanzamiento: Pendiente 2013 o 2014 - Sello discográfico: Atlantic Records/Grand Hustle Records | —        | —        | —        | —        | RIAA: N/A              |

## Sencillos ymixtapes
- 2006: "Cloud 9"
- 2008: "Haterz everywhere" (con Rich Bome is B.o.B"
- 2008: "The Future (canción de B.o.B) The Future
- 2008: "Who the F#*k is B.o.B?"
- 2009: "I'll be in the sky"
- 2010: "Nothin' on You" (con Bruno Mars)
- 2010: "Bet I" (con T.I y PlayBoy Tre)
- 2010: "Airplanes" (con Hayley Williams)
- 2010: "Magic (B.o.B)" (con Rivers Cuomo)
- 2010: "Don't let me fall"
- 2011: "Beast Mode"
- 2011: "The Watchers"
- 2011: "Lonely people"
- 2011: "Epic" Con Playboy Tree
- 2011: "Strange Clouds" (con Lil Wayne)
- 2011: "The One That Got Away" (con Katy Perry)
- 2012: "Both of Us" (con Taylor Swift)
- 2012: "Out My Mind" (con Nicki Minaj)
- 2013: "Blow" (con Kesha)

## Colaboraciones
- 2010: "Nothin On You"
- 2010: "So High"
- 2010: "Airplanes"
- 2011: "Price Tag"
- 2011: "Walk Away"
- 2011: "Strange Clouds"
- 2012: "Both of Us"
- 2012: "Am i a Psycho?"
- 2013: "Blow"
- 2014: "Not for Long"